# Merton Worcester (manzana)
Merton Worcester es una  variedad cultivar de manzano (Malus domestica). 
Un híbrido del cruce de Cox's Orange Pippin x Worcester Pearmain. Criado por MBCrane en el "Instituto John Innes", Merton, Inglaterra en 1914. Nombrado en 1947. Recibió un Premio al Mérito de la Royal Horticultural Society en 1950. Las frutas tienen una pulpa firme, de textura fina y jugosa con un sabor dulce y agradable.

## Historia
'Merton Worcester' es una variedad de manzana, híbrido del cruce de Cox's Orange Pippin x Worcester Pearmain. Posee el patrón de rayas del Cox estándar. Criado en 1914 por MBCrane en el "John Innes Horticultural Institute" Merton, Surrey (Inglaterra), (UK).
'Merton Worcester' se cultiva en la National Fruit Collection con el número de accesión: 1979-176 y Accession name: Merton Worcester (EMLA1).

## Características
'Merton Worcester' árbol extendido, de porte pequeño y erguido. Da fruto en espuelas. Produce cosechas abundantes. Se desarrolla mejor en climas secos. Tiene un tiempo de floración que comienza a partir del 4 de mayo con el 10% de floración, para el 10 de mayo tiene una floración completa (80%), y para el 17 de mayo tiene un 90% caída de pétalos.
'Merton Worcester' tiene una talla de fruto medio; forma amplia globosa cónica, con una altura de 51.00mm, y con una anchura de 63.00mm; con nervaduras ausentes; epidermis con color de fondo amarillo verdoso que madura a amarillo dorado, con un sobre color rojo, importancia del sobre color alto-muy alto, y patrón del sobre color presenta lavado de color rojo intenso en las superficies expuestas al sol, a veces ligeramente ruborizado en el lado sombreado, "russeting" (pardeamiento áspero superficial que presentan algunas variedades) muy bajo; ojo pequeño y parcialmente abierto, ubicado en una cuenca calicina poco profunda, ancha y arrugada; pedúnculo corto y delgado, colocado en una cuenca pedúncular profunda y en forma de embudo que está rodeada por un "russeting" de color canela; carne es de color crema, grano fino. Textura crujiente. Jugoso y dulce con sabor a fresa.
Listo para cosechar en la primera mitad del segundo período.Su tiempo de recogida de cosecha se inicia a principios de septiembre. Se mantiene dos meses en cámara frigorífica.

## Usos
Una buena manzana de uso de postre fresca en mesa.

## Ploidismo
Diploide, auto estéril. Grupo de polinización: C, Día 10.

## Susceptibilidades
Susceptible a la roya y propensa al núcleo amargo.